# Chlorocrisia irrorata
Chlorocrisia irrorata là một loài bướm đêm thuộc phân họ Arctiinae, họ Erebidae.